# 비네사 앙트완

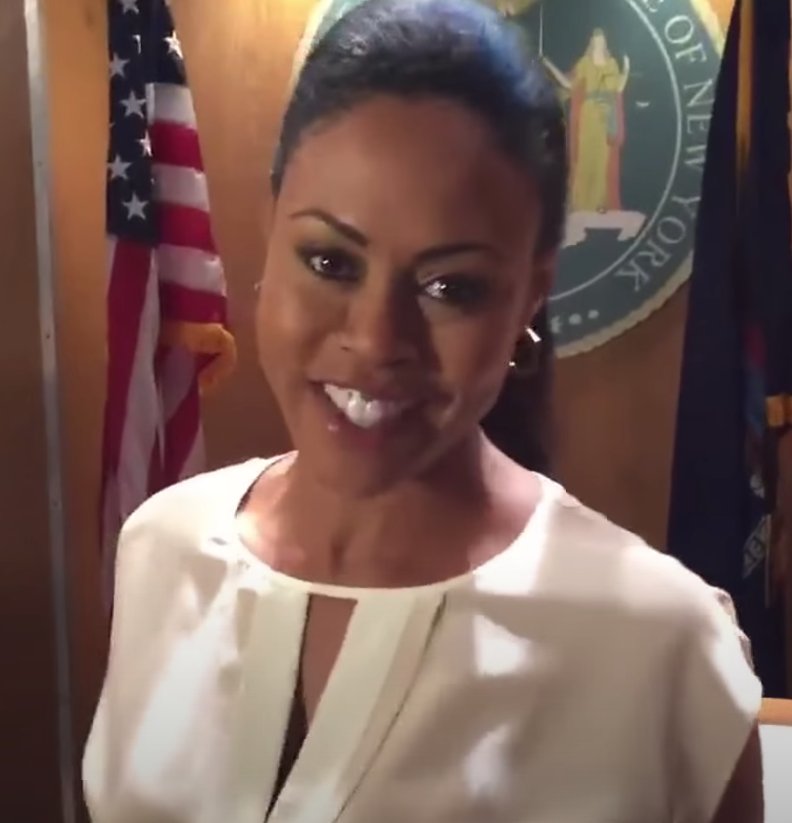

비네사 앙트완(Vinessa Antoine, 1983년 7월 21일 ~ )은 캐나다의 배우이다.
토론토에서 태어났다.

## 방송
- 에리카의 자아찾기 3
- 에리카의 자아찾기 2
- 에리카의 자아찾기 1